# Cầm bút quên chữ

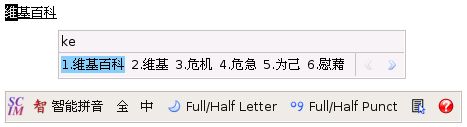
Nhập chữ Hán theo kiểu gõ bính âm của bộ gõ SCIM

Cầm bút quên chữ (tiếng Trung: 提筆忘字) là hiện tượng người quen viết chữ Hán của tiếng Trung Quốc hoặc kanji của tiếng Nhật đột ngột quên cách viết một chữ nào đó vì sử dụng kiểu gõ Latinh hóa thường xuyên thay cho bút. Các thiết bị hiện đại như điện thoại di động và máy tính cho phép người dùng nhập chữ Hán theo cách phiên âm mà không phải biết cách viết bằng tay. Tính phổ biến và tính quan trọng của vấn đề này được tranh cãi.
Vào năm 2011, Bộ Giáo dục Cộng hòa Nhân dân Trung Hoa thử khắc phục vấn đề quên chữ với chính sách tổ chức các khóa học thư pháp dành cho học sinh trẻ mỗi tuần một lần và các khóa tùy chọn và sinh hoạt buổi chiều dành cho học sinh lớn hơn.